# 弗朗切斯科·莫利納里
弗朗切斯科·莫利納里（義大利語：Francesco Molinari，1982年11月8日—）是義大利的一位高爾夫球手。他是2018年英國高爾夫公開賽的冠軍得主。2010年、2012年和2018年，他入選了萊德盃歐洲隊的陣容。

## 外部連結
- 官方网站
- 弗朗切斯科·莫利納里在歐洲巡迴賽官方網站
- 弗朗切斯科·莫利納里在PGA巡迴賽的官方網站
- 弗朗切斯科·莫利納里在男子高爾夫世界排名的官方網站